# Zimna ciemna materia
Zimna ciemna materia – rodzaj ciemnej materii. Postulat jej istnienia wynika z udoskonalenia teorii wielkiego wybuchu zawierającej dodatkowe założenia, że większość materii we Wszechświecie składa się z materiału, który nie może być obserwowany, bo nie wytwarza promieniowania elektromagnetycznego (skutkiem czego jest ciemna), a cząstki tworzące tę materię poruszają się wolno (stąd jest zimna). Większość kosmologów traktowała zimną materię jako opis, jak Wszechświat przeszedł z gładkiego początkowego stanu we wczesnym czasie (jak pokazują badania kosmicznego mikrofalowego promieniowania tła) do rozkładu galaktyk i ich gromad, jaki obserwowany jest dziś – wielkoskalowej struktury Wszechświata.
W teorii zimnej ciemnej materii struktura rośnie hierarchicznie, poczynając od małych, zapadających się obiektów aż po coraz bardziej masywne obiekty. W paradygmacie, jakim była teoria gorącej ciemnej materii, popularna we wczesnych latach 80., struktura nie formowała się hierarchicznie, ale raczej przez fragmentację, z największymi supergromadami formującymi się najpierw i fragmentującymi się na mniejsze kawałki, jak nasza galaktyka. Przewidywania dotyczące gorącej ciemnej materii zupełnie nie zgadzają się z obserwacjami wielkoskalowych struktur, podczas gdy paradygmat zimnej ciemnej materii jest generalnie w zgodzie z obserwacjami.
Pojawiły się dwie istotne niezgodności pomiędzy przewidywaniami a obserwacjami galaktyk i ich grupowania się w przestrzeni, wywołując kryzys wyobrażenia o zimnej ciemnej materii.
- problem szczytu halo(inne języki): w przewidywaniach krzywa rotacji halo ma silniejsze maksimum niż jest to obserwowane w galaktykach
- problem traconych satelitów: nie jest obserwowana, wbrew przewidywaniom, duża liczba małych karłowatych galaktyk o sumie mas tysiąca mas Galaktyki.

Teoria nie czyni przewidywań, czym właściwie są cząstki zimnej ciemnej materii. Ogromną słabością jest niejasność, z czego składa się ciemna materia. Kandydaci dzielą się na dwie kategorie:
- WIMP – słabo oddziałujące masywne cząstki (ang. Weakly Interacting Massive Particle) – ciemna materia jest rodzajem nieznanych cząstek. Nie są znane cząstki z żądanymi własnościami. Poszukiwania wymagają wykorzystania akceleratorów cząstek.
- MACHO – masywne zwarte obiekty halo (ang. Massive Compact Halo Objects) – ciemna materia składa się z obiektów zwartych, takich jak czarne dziury i białe karły oraz z bardzo słabych gwiazd i nieświecących obiektów jak planety. Poszukiwania polegają na zastosowaniu mikrosoczewkowania grawitacyjnego w celu dostrzeżenia efektów od tych obiektów na tle centrum Drogi Mlecznej, bądź pobliskich galaktyk. Obecnie, z racji odkrycia relatywnie niewielkiej liczby tego typu obiektów, wydaje się, że koncepcja ta jest nieprawdziwa.